# Payari
Payari è un villaggio del Bangladesh. Si trova nel sottodistretto (upazila) di Magura Sadar, nel distretto di Magura, divisione di Khulna, nelle vicinanza del fiume Nabaganga.